# Spodnje Humče
Spodnje Humče (nemško Unterguntschach) je naselje v Občini Žihpolje v Okraju Celovec-dežela na Koroškem v Avstriji.